# Marko Karamarko
Marko Karamarko (Witte, Alemania, 27 de marzo de 1993) es un futbolista alemán. Juega de defensor y su equipo actual es el FK Riteriai de la A Lyga.

## Clubes
| Club               | País     | Año           | PJ | Goles |
| ------------------ | -------- | ------------- | -- | ----- |
| SC Preußen Münster | Alemania | 2011 - 2013   | 0  | 0     |
| Sportfreunde Lotte | Alemania | 2013          | 3  | 0     |
| Wattenscheid 09    | Alemania | 2014          | 6  | 0     |
| Maasmechelen       | Bélgica  | 2014 - 2015   | 13 | 0     |
| FC Wegberg-Beeck   | Alemania | 2015 - 2016   | 30 | 0     |
| NK Radnik Sesvete  | Croacia  | 2016 - 2017   | 25 | 0     |
| HNK Cibalia        | Croacia  | 2017-2018     | 32 | 2     |
| Slaven             | Croacia  | 2018-2020     | 27 | 0     |
| FC Žalgiris        | Lituania | 2020-2021     | 33 | 2     |
| FK Riteriai        | Lituania | 2025-presente | 1  | 0     |